# أيدع منعكس
أيدعة منعكسة (الاسم العلمي: Dracaena reflexa) هي نوع من النباتات تتبع جنس الدراسينا من الفصيلة الهليونية.